# Cleora inconspicuata
Cleora inconspicuata là một loài bướm đêm trong họ Geometridae.